# غريغ جوردان
غريغ جوردان (بالإنجليزية: Greg Jordan)‏ (5 أبريل 1990 بنابرفيل في الولايات المتحدة - ) هو لاعب كرة قدم أمريكي في مركز الوسط. لعب مع فيلادلفيا يونيون ونادي بان وMinnesota United FC (2010–2016) ‏.

## وصلات خارجية
- غريغ جوردان على موقع الدوري الأمريكي (الإنجليزية)
- غريغ جوردان على موقع قاعدة بيانات كرة القدم.إي يو (الإنجليزية)
- غريغ جوردان على موقع Soccerway.com (الإنجليزية)